# Raïm (inflorescència)

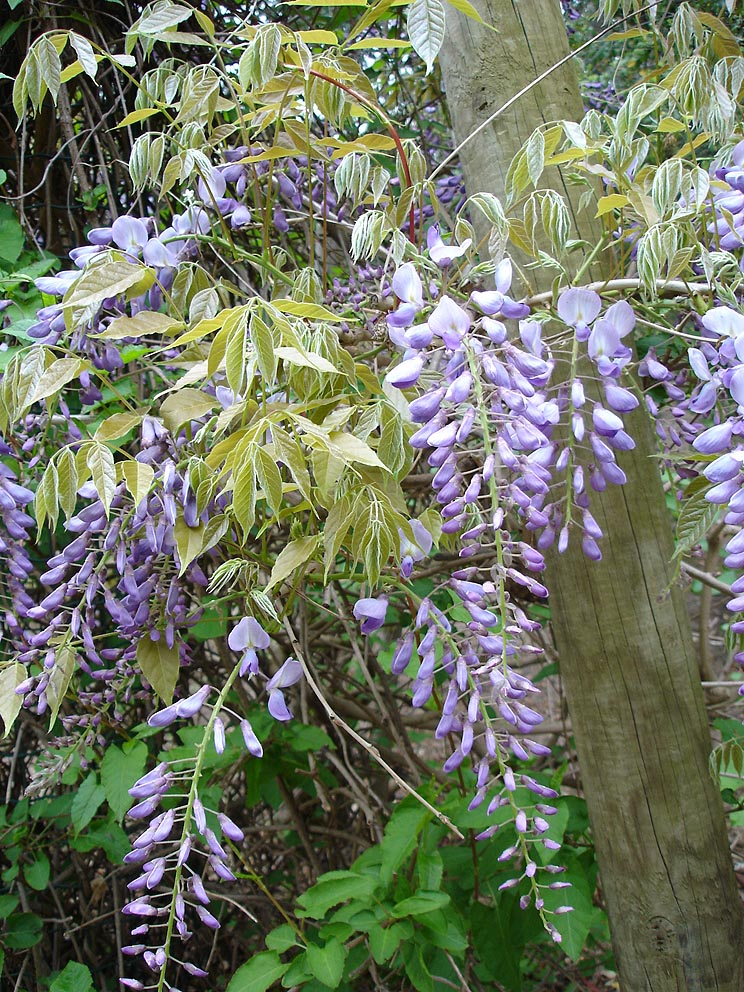
Flors en raïm d'anglesina

En botànica, un raïm és un tipus d'inflorescència racemosa no ramificada, amb flors pedicel·lades sobre un eix monopòdic. En un raïm, les primeres flors neixen a la base i les noves cap a dalt a mesura que el brot creix fins al cim (patró de maduració acròpeta), donant a la inflorescència la típica forma d'una piràmide. El nom científic de Cimicifuga racemosa indica que aquesta planta floreix en vistosos raïms. Una espiga és un tipus de raïm amb flors sèssils. Un espàdix és una forma d'espiga en la qual les flors estan densament disposades al llarg d'un eix carnós.